# حسین وکیل
حسین وکیل  از سیاستمداران ایرانی بود، که در دوره‌ پانزدهم بعنوان نماینده سنندج  در مجلس شورای ملی حضور داشت.